# Busbjerg
Busbjerg er en bakke i Favrskov Kommune mellem Bjerringbro og Ulstrup ved Gudenåen. Landskabet er blevet formet under istiden ved, at isen borteroderede det omgivende landskab. Herved opstod den markante bakke, hvis top ligger 92 meter over havets overflade.
Området har tidligere været hærget af røvere, der fra bakken havde et glimrende udsyn ud over åen og derved kunne forberede angreb. Dette er blevet beskrevet af Steen Steensen Blichers Jyske Røverhistorier.
I 1945 startede en tradition med at afholde taler og udendørs teaterforestillinger. Det var disse, der lagde grunden til de fortsat eksisterende Busbjerg-spil.
Der blev gennemført en fredning af området i 1953. Men i årene op til, havde Gudenådalens Hjemstavnsforening opkøbt arealerne for at passe på dem.